# Pasquaroli
I pasquaroli (in dialetto romagnolo pasquarul) sono gruppi di persone che nel periodo dell'Epifania girano di casa in casa a cantare la pasquella o "pasquela", rito benaugurante per un prosperoso nuovo anno.

## Storia
Narrava la tradizione che nel periodo delle dodici notti (tra il solstizio d'inverno e l'Epifania) i morti uscissero dal regno sotterraneo e si incarnassero nell'ultima notte, appunto la dodicesima, negli animali della stalla e che questi ultimi acquisissero pertanto il dono della parola. Si riteneva che portasse molta sfortuna ascoltare i discorsi degli animali e che, se avessero parlato male di chi li accudiva, se lo sarebbero portato con loro nel mondo sotterraneo. Era quindi facile vedere in quei giorni i contadini trattare in maniera impeccabile le proprie bestie.
L'elemento centrale della pasquella consiste in un canto popolare che nelle sue strofe porge gli auguri al capo famiglia e a tutti i suoi componenti, poi al lavoro e alla prosperità dei campi, infine venivano fatte le richieste alimentari alla padrona di casa. Tradizionalmente i gruppi sono composti solo da uomini anche se recentemente vengono accettate anche donne, generalmente travestite da Befana per accompagnare la musica con balli o semplicemente come attrazione, specie per i bambini.

## Testo di una canzone
Prima di entrare in casa si chiede il permesso con una strofa preliminare:
Strofa preliminare
La morte cui si fa riferimento è il richiamo alle anime dei morti che uscivano dalla terra per incarnarsi negli animali. Altro collegamento alla superstizione è il fatto che le serate con i pasquaroli si facevano in casa, mentre di solito le serate in compagnia si tenevano nella stalla luogo decisamente più caldo, questo per lasciare la privacy alle bestie che potevano parlare tra di loro.
Strofa di auguri alla figlia
Richieste finali
Saluti finali

## La tradizione che si rinnova
Questa antica tradizione stava scomparendo, ma a metà degli anni '70 è tornata in voga per opera del gruppo di pasquaroli Il Passatore di Bulgarnò di Cesena. Da allora le serate precedenti l'Epifania si sarebbero svolte non solo nelle case ma anche nei teatri e in altri locali pubblici.
Oggi sono numerosi i gruppi di pasquaroli presenti sul territorio, il cui target d'età media si è notevolmente ringiovanito. 
Tra i gruppi più rinomati e numerosi dei tanti esistenti, si possono ricordare: i Pasquaroli Al Raganeli D'la Giula (Ponteabbadesse), i Pasquarùl d'la Calabrina (Calabrina di Cesena), i Pasquarùl d'la Piòpa (Pioppa di Cesena), i Pasqualott de Muntalett Cisa (Montaletto Chiesa - Cervia), il gruppo pasquaroli E' Strazer De Bosch (Gambettola), I Sgumbie' ad Lunzen (Longiano), i Pasquarùl d'la Tòra de' Môr (Torre del Moro), il gruppo Strambalé ad Ziznatic (Cesenatico), i Pasquarùl de Pònt d'la Preda (Ponte Pietra di Cesena), i Pasquarùl de Macanìn (Capannaguzzo di Cesena)", " i Pasquarùl ad Marturen (Martorano di Cesena)", i PàScout Clan Dakota (Ronta di Cesena), i Pasquarùl dal dò bochi (Villamarina e Gatteo a Mare), i Pasquarùl ad Digra (Diegaro di Cesena), i Pasquarul de Montspaché (Capocolle di Bertinoro), che portano avanti questa tradizione da più di trent'anni, i Pasquarùl d'è Prìt (Villachiaviche) ,i Pasquarùl d'la Bagnarôla (Bagnarola (Cesenatico)), folto gruppo ricostituito nel 2016 dopo una lunga attività interrotta alla fine degli anni '80 e i Pasquarul di Lido di Savio.